# Захвати Бостон
Захвати Бостон (англ. Occupy Boston) — протесты, проходившие 30 сентября 2011 года в Бостоне, штат Массачусетс, на Дьюи-сквер в финансовом районе, напротив Федерального резервного банка Бостона. Эти протесты вызваны движением Захвати Уолл-Стрит, которое началось в Нью-Йорке 17 сентября 2011 года.
По состоянию на июнь 2012 г., участники протестов продолжали участвовать в организованных встречах и мероприятиях.

## Обзор
10 октября 2011 года, в Бостоне демонстранты развернули палаточный городок; начиная с 13.20 на следующий день, 141 человек были задержаны сотрудниками полиции Бостона. Большинство этих дел было прекращено до предъявления обвинения, благодаря согласию окружного прокурора графства Саффолк. Палатки были разбиты снова через несколько дней, и к 15 октября лагерь состоял из 90 палаток.
Палатка-библиотека была создана в Бостоне для того, чтобы лучше понять системы угнетения.
Участники «Захвати Бостон» маршировали со студентами в Гарвардском университете 9 ноября 2011 года. Ньют Гингрич произнес речь в Гарварде 18 ноября.
17 ноября 2011 года судья издал распоряжение, запрещающее разгонять протестующих. 7 декабря, 2011 в Бостоне, другой судья отменил временный запретительный судебный приказ, прося мэра Бостона Томаса Менино удалить протестующих от площади Дьюи. 10 декабря 2011 года, полиция Бостона ворвались в палатки на Дьюи-сквер, 46 человек были арестованы.
Общая стоимость сверхурочных действий полиции против движения «Захвати Бостон» составила около 1,4 млн долларов.

## Бостонский Захватчик
Бостонский Захватчик был независимой газетой, связанной с данным движением. Название изначально было иным: « Захвати Бостон Глоб», но было изменено незадолго до первой публикации во избежание ассоциации с Бостон Глоб.
Газета запущена в октябре 2011 года, первый номер был выпущен 18 ноября 2011 г. с тиражом в 25 000 экземпляров. Статьи были профинансированы за счет кампании на Кикстартере, которая привлекла около $9,300.

## Изображения
- 3 октября 2011
- Палатка, октябрь 3, 2011
- Атлантический Пр., 3 октября 2011
- 6 октября 2011
- Шатер СМИ, октября 10, 2011
- 10 октября 2011
- 10 октября 2011
- 30 октября 2011